# Dominique Moceanu
Dominique Helena Moceanu, detta Domi (Hollywood, 30 settembre 1981), è un'ex ginnasta statunitense, membro delle Magnificent Seven, la prima squadra statunitense di ginnastica artistica ad aver vinto un oro olimpico nel concorso a squadre.
Veniva allenata da Marta e Béla Károlyi e, successivamente, da Luminita Miscenco e Mary Lee Tracy. Entra a far parte della squadra nazionale all'età di 10 anni e rappresenta gli Stati Uniti in varie competizioni internazionali juniores. È la vice-campionessa individuale dei Giochi Panamericani Juniores del 1992 e campionessa nazionale ai Campionati Juniores del 1994. Nel 1995, all'età di 13 anni, diventa la più giovane ginnasta ad aver vinto il concorso generale individuale senior ai Campionati Nazionali. Inoltre, è la più giovane ginnasta della squadra americana ad aver vinto l'oro nel concorso a squadre dei Campionati Mondiali e delle Olimpiadi. Il più importante successo della Moceanu è quello dei Goodwill Games 1998, dove diventa la prima ed unica ginnasta americana ad aver vinto il concorso generale individuale.
Problemi familiari, cambiamento di allenatori e infortuni le hanno impedito di partecipare alle Olimpiadi di Sydney. Si ritira proprio nel 2000. Nonostante questo, continua a partecipare ad eventi ginnici, diventa allenatrice e finisce gli studi. Attualmente è sposata ed è madre di due figli.

## Carriera

### Infanzia e carriera Juniores
Dominique nasce il 30 settembre 1981 in California da Dumitru e Camelia Staicu entrambi due ginnasti rumeni. Ha anche una sorella, Christina, nata il 24 agosto 1989 e un'altra sorella Jennifer Bricker nata senza gambe e data in adozione subito dopo la nascita.
Inizia a praticare ginnastica artistica all'età di tre anni in Illinois. Nel 1991, all'età di 10 anni, si trasferisce ad Houston, Texas, dove diventa una delle ultime ginnaste ad essere allenate da Marta e Béla Károlyi. Inizia a competere a livello internazionale in giovane età, entrando nella squadra nazionale statunitense nel 1992. Nello stesso anno, ai Giochi Panamericani Juniores, vince cinque medaglie: oro nel concorso a squadre, parallele asimmetriche, volteggio e corpo libero, argento nel concorso generale individuale. Nel 1994 diventa Campionessa Nazionale Juniores.

### Carriera Senior
Nel 1995 ripete il successo come senior, diventando campionessa nazionale. È la più giovane ginnasta senior ad aver vinto l'oro nel concorso generale individuale ai Campionati Nazionali. Inoltre, è il membro più giovane della squadra americana che partecipa ai Campionati Mondiali di Sabae, Giappone.
Nei mesi precedenti alle Olimpiadi di Atlanta, è una delle atlete più influenti degli Stati Uniti, davanti alle compagne di squadra Shannon Miller e Dominique Dawes. Viene fotografata nella copertina di Vanity Fair e scrive un'autobiografia, Dominique Moceanu: An American Champion. Il libro è un successo. Entra al settimo posto nella classifica del New York Times sui Bestseller.
Dominique era considerata come una delle probabili atlete vincitrici delle Olimpiadi di Atlanta 1996. Tuttavia, dopo aver partecipato ai Campionati Nazionali in cui arriva terza nel concorso individuale, le viene diagnosticato una frattura di quattro centimetri sulla sua tibia destra. L'infortunio non le permette di partecipare ai Trials Olimpici, ma entra comunque a far parte della squadra olimpica grazie ai suoi alti punteggi.
Alle Olimpiadi è ancora alle prese con il suo infortunio. Contribuisce a far vincere agli Stati Uniti d'America l'oro nel concorso generale a squadre, con delle buone performance che la fanno qualificare per la finale ad attrezzo alla trave e al corpo libero. Durante la finale a squadre cade in entrambe le rotazioni al volteggio.
Sostituisce l'infortunata Kerri Strug nella finale per il concorso generale individuale. Alcuni errori le costano la medaglia, ma arriva comunque ad un rispettabile nono posto. Durante la finale ad attrezzo, commette un pesante errore alla trave: durante il terzo salto teso indietro smezzato, cade e batte violentemente la testa. Riesce comunque a finire l'esercizio. Il giorno seguente compete al corpo libero dove arriva al quarto posto.
Dopo le Olimpiadi, Dominique partecipa a numerosi eventi ed esibizioni come la 100-City Tour prima di tornare a competere professionalmente. Con il ritiro dei Károlyi, inizia ad allenarsi con i suoi nuovi allenatori presso la Moceanu Gymnastics, una palestra costruita dai suoi genitori.
Ai Campionati Nazionali del 1997 arriva al nono posto nella classifica generale individuale. Nello stesso anno partecipa ai Campionati Mondiali di Losanna, Svizzera, diventando il capitano della nuova inesperta squadra statunitense. Si qualifica per il concorso individuale, ma questa non è un'esperienza positiva per lei. Nel 1998 torna in forma. Sotto la tutela della nuova allenatrice Luminita Miscenco, entra a far parte della squadra nazionale che compete ai Goodwill Games. Dominique è la prima ed unica ginnasta statunitense ad aver vinto la medaglia d'oro nel concorso generale individuale.
Inizia ad allenarsi con Mary Lee Tracy alla Cincinnati Gymnastics Academy e arriva ottava ai Campionati Nazionali del 2000. Si qualifica per i Trials Olimpici ma è costretta a competere con un ginocchio infortunato. Verso la fine dell'anno partecipa al Tour Post-Olimpico. Inoltre, partecipa al Tour Post-Olimpico del 2006, il "Rock N'Roll Gymnastics Championships".
Dopo cinque anni di pausa dalle competizioni nazionali, Dominique annuncia il suo ritorno nel 2005. Tuttavia, il suo infortunio al ginocchio persiste ed è impossibilitata a competere ai Campionati Nazionali. Continua ad allenarsi al corpo libero e al volteggio.
Nell'estate del 2006 viene invitata dalla Federazione Statunitense ai Training Camp. Compete agli U.S. Classic del 2006 dove esegue un buon volteggio. Al corpo libero cade durante un movimento e ottiene il punteggio più basso della competizione. Non riesce a qualificarsi ai Campionati Nazionali dello stesso anno.